# Rettenbach am Auerberg
Rettenbach am Auerberg è un comune tedesco di 768 abitanti, situato nel land della Baviera.